# 7894 Rogers
7894 Rogers este un asteroid din centura principală de asteroizi.

## Descriere
7894 Rogers este un asteroid din centura principală de asteroizi. A fost descoperit pe 6 decembrie 1994 la Ōizumi de Takao Kobayashi. El prezintă o orbită caracterizată de o semiaxă mare de 2,57 ua, o excentricitate de 0,13 și o înclinație de 14,1° în raport cu ecliptica.